# Albert Matterstock
Albert Matterstock, nato Andreas Hermann Walter Matterstock (Lipsia, 13 settembre 1911 – Amburgo, 29 giugno 1960), è stato un attore tedesco che, dal 1937 al 1956, prese parte a una trentina di pellicole.

## Biografia
Figlio di un mercante berlinese, prese lezioni di recitazione da Leontine Sagan. Debuttò in teatro e si fece subito notare per la sua eleganza e spigliatezza. Al cinema acquistò subito la notorietà nei ruoli del giovane galante, sia pilota, insegnante o compositore. La sua vita privata fu a dir poco burrascosa: nel 1939 si unì in matrimonio per la terza volta con l'attrice Jutta Freibe, e nel 1955 ne contrasse un quarto con una donna d'affari di Francoforte, Margot Rauh. Nel dopoguerra non sarà più in grado di ripetere i successi precedenti, né al cinema né in teatro, e si rifugiò nella dipendenza di droghe e stupefacenti che gli tolsero la vita a soli 48 anni. È sepolto nel cimitero principale di Würzburg.

## Filmografia
- Il paese dell'amore (Land der Liebe), regia di Reinhold Schünzel(1937)
- Un dramma al circo (Manege), regia di Carmine Gallone (1937)
- L'ombra dell'altra (Serenade), regia di Willi Forst (1937)
- Stimme des Blutes, regia di Carmine Gallone (1937)
- Yvette, regia di Wolfgang Liebeneiner (1938)
- Brillano le stelle (Es leuchten die Sterne) di Hans Zerlett (1938)
- Gastspiel im Paradies di Karl Hartl (1938)
- Mia moglie si diverte di Paul Verhoeven (1938) anche versione tedesca, Unsere kleine Frau
- Ziel in den Wolken di Wolfgang Liebener (1938)
- Guerra di donne (Lauter Lügen) di Heinz Rühmann (1938)
- Chi bacia Maddalena? (Wer küsst Madeleine?) di Victor Janson (1939)
- Die goldene Maske di Hans Zerlett (1939)
- Ein ganzer Kerl, regia di Fritz Peter Buch (1939)
- La signorina professoressa (Unser Fräulein Doktor) di Erich Engels (1940)
- Was will Brigitte? di Paul Martin (1941)
- Das himmelblaue Abendkleid di Erich Engels (1941)
- Non mi sposa più (Viel Lärm um Nixi) (1942)
- Liebeskomödie di Theo Lingen (1942)
- Ein Walzer mit dir, regia di Hubert Marischka (1943)
- Kollege kommt gleich di Karl Anton (1943)
- Komm zu mir zurück! di Heinz Paul (1944)
- Frühlingsmelodie di Hans Robert Bortfeld (1945)
- Spuk im Schloss di Hans Zerlett (1947)
- Schuss um Mitternacht di Hans Zerlett (1950)
- Die Frau von gestern Nacht di Arthur Maria Rabenalt (1950)
- Es begann um Mitternacht di Peter Paul Breuer (1951)
- La trappola della morte (Camino cortado) di Ignacio Iquino (1955)
- Drei Birken auf der Heide di Ulrich Erfurt (1956)